# Galagoides thomasi
Galago thomasi là một loài động vật có vú trong họ Galagidae, bộ Linh trưởng. Loài này được Elliot mô tả năm 1907.